# Ben Mee
Benjamin Thomas Mee (Sale, 21 september 1989) is een Engels voetballer die doorgaans als centrale verdediger speelt. Hij verruilde Manchester City in januari 2012 voor Burnley, dat hem in het voorgaande halfjaar al huurde.

## Clubcarrière
Mee komt uit de jeugdopleiding van Manchester City. In januari 2011 werd hij voor zes maanden uitgeleend aan Leicester City. Tijdens het seizoen 2011/12 werd hij uitgeleend aan Burnley, dat hem op 17 januari 2012 definitief vastlegde. Mee dwong in 2014 met Burnley promotie af naar de Premier League. Daarin maakte hij op 16 augustus 2014 zijn debuut, thuis tegen Chelsea. Mee is de aanvoerder van Burnley sinds het seizoen 2019/20, zijn 9de seizoen bij de club.

## Erelijst
| Kampioen Championship | 1x | 2015/16 |